# Ricardo Andrés Urzúa Rivera
Ricardo Andrés Urzúa Rivera, (Rancagua, 10 de febrero de 1989) es un extenista chileno, en su carrera destacó principalmente por sus logros como jugador junior donde fue top ten. Como tenista profesional logró sus mejores rankings ATP en 2014, 403 en singles y 275 en dobles. Actualmente mantiene un interclub en Alemania (TVH Rüsselsheim Hassloch), mientras que en Chile se dedica al coaching de niños y adultos.

## Biografía deportiva
Comienza en el tenis a los 9 años en la Escuela de Verano del Estadio el Teniente en cursos para hijos de sus trabajadores. Posteriormente realiza clases particulares en el Complejo Patricio Mekis para terminar la instrucción en el Centro Español de Rancagua hasta los 10 años.
Desde los 10 años fue parte de la Escuela “Campeones para Chile” del Club Deportivo la Universidad Católica.
A los 12 años, gracias a los buenos resultados a nivel nacional, recibe beca de la Federación de Tenis de Chile para entrenar en el centro de alto rendimiento, ahí permanece durante dos años bajo la tutela de Luis Guzmán, excapitán de Copa Davis.
En el año 2003, debido a diversos logros en competencias internacionales en representación de Chile, recibe beca por IMG (Rancho de Bollettieri) en Estados Unidos donde permanece por dos años. Así también, tuvo un leve paso por la academia de Patricio Apey en Miami.
A su regreso al país con 16 años, se encontraba número 1° de Chile en categorías juveniles, por lo que participa en los cuatro Grand Slams (Australia Open, Roland Garros,Wimbledon y Us Open).
Tiene el privilegio de representar a la Sexta Región, su ciudad natal, en los Juegos Binacionales durante tres años y obtiene el 3er lugar el año 2005. Un año más tarde, es medallista de plata en los Juegos Odesur, Buenos Aires, Argentina en el año 2006 junto a Hans Podlipnik.
En el año 2007 gana el torneo más prestigioso a nivel Sudamericano y de los más importantes a nivel mundial, El Banana Bowl, gracias a este triunfo termina ese año como Top Ten Junior, siendo el cuarto top ten chileno luego de Ríos, Massú y González.
Dentro de su trayectoria destaca que fue campeón Sudamericano en el año 2003, participó en mundiales de la categoría 14 y 16 en dos ocasiones(2003, 2005) y con orgullo puede decir que fue nominado a Copa Davis en tres oportunidades.
Después de los 18 comienza su carrera profesional en la cual destaca un título profesional en Egipto, tres finales de futuros, diversas participaciones en Challengers y más de 20 títulos ganados en dobles.
En el año 2013, fue nominado como sparring de Copa Davis de República Checa.
Su mejor ranking ATP en singles fue 403 en el año 2014, mientras que en dobles fue 275 el mismo año.
Los últimos tres años de su carrera, se ha dedicado mayormente a jugar interclubes en Europa (Alemania, Francia, República Checa y Luxemburgo), viviendo gran parte del año allá.
Logros Deportivos
Categoría Juvenil:
Menores de 10:
-	Campeón Regional. Torneo Rancagua, Graneros y Los Lirios.
-	Número 1° Sexta Región.
Menores de 12:
-	Campeón Nacional. Torneo La Serena y Talca.
-	Vice Campeón Nacional. Torneo Santiago y Viña del Mar.
-	3er lugar Sudamericano. Santa Cruz, Bolivia.
-	Termina el año número 1° de Chile (RANKING NACIONAL).
Menores de 14:
-	Campeón Nacional. Torneo Santiago y Concepción.
-	Vice Campeón Copa Milo, Chile (Circuito COSAT).
-	Vice Campeón Copa Gerdau, Brasil (Circuito COSAT).
-	Campeón Fila Cup, Alemania (Circuito ETA).
-	Vice Campeón Prince Cup, Francia (Circuito ETA).
-	Campeón Sudamericano. Lima, Perú (clasificación al mundial).
-	6to lugar Mundial. Prostejov, República Checa.
-	Semifinalista Orange Bowl.
-	Termina como número 1° de Chile. (RANKING NACIONAL)
-	Termina como número 2° de Sudamérica (Circuito COSAT).
-	Termina como 7° de Europa (RANKING ETA)
Menores de 16:
-	Campeón Nacional torneo Santiago.
-	Campeón Nacional torneo Viña del Mar (menores de 18).
-	3er lugar Juegos Binacionales San Juan, Argentina (representando a VI REGION).
-	3er lugar Sudamericano Asunción, Paraguay (clasificación al mundial).
-	4to lugar mundial de Barcelona, España
-	Termina el año como número 1° de Chile (menores de 18).
-	Termina el año como número 3° de Sudamérica (Circuito COSAT).
Menores de 18:
-	Campeón Copa Milo, Chile (Circuito ITF).
-	Campeón Banana Bowl, Brasil (Circuito ITF).
-	Semifinalista Orange Bowl, Estados Unidos (Circuito ITF).
-	Semifinalista Astrid Bowl, Bélgica (Circuito ITF).
-	Semifinalista Copa Yucatán, México (Circuito ITF).
-	4tos de final Wimbledon junior (Circuito ITF).
-	Semifinalista en dobles Roland Garros junto a Guillermo Rivera. (Circuito ITF)
-	Medalla de plata en juegos Odesur. Buenos Aires, Argentina junto a Hans Podlipnik
-	Termina como 9° en ranking mundial (ITF)
-	Termina como 1° de Sudamérica (Circuito COSAT)
Categoría Profesional:
Títulos Singles: 2013: Egipto F23 Finales Singles:
2013: Argentina Futuro F6
Egipto Futuro F20 Chile Futuro F4 Perú Futuro F3
Títulos Dobles:

2015:	Argentina Futuro F4
Francia Futuro F14 Tunisia Futuro F17
2014:	Polonia Futuro F1
Hungría Futuro F3 Bélgica Futuro F6 Chile Futuro F6 Chile Futuro F7 Chile Futuro F11
2013:	Egipto Futuro F20 Egipto Futuro F22 Egipto Futuro F23 Chile Futuro F4

	Chile Futuro F6
Peru future F3 Chile Futuro F7
2012:	Eslovaquia Futuro F1
2010:	Turquía Futuro F6 Slovenia Futuro F1 Chile Futuro F5
2008:	Eslovaquia Futuro F3
2015: Túnez F17
2016: Rusia F5
2016: Serbia F7 

Participaciones Destacadas
•	Nominaciones a Copa Davis:
2007: Chile v/s Eslovaquia.
2008: Chile v/s Canadá.
2009: Chile v/s Austria.
•	Juegos Odesur:
2006: Representación a Chile.
•	Juegos Binacionales:
2003, 2004, 2005: Representación a la Sexta Región.
•	Sudamericanos:
2001, 2003, 2005: Representación a Chile en categorías 12, 14 y 16 años.
•	Mundiales:
2001, 2003 y 2005: Representando a Chile en dos ocasiones en categorías 12, 14 y 16 años.